# Nicola White
Nicola White (Oldham, 20 januari 1988) is een Engelse hockeyspeelster. In 2015 won White met de Engelse ploeg de Europese titel.
White won 2016 met de Britse hockeyploeg de gouden olympische medaille, door in de finale Nederland te verslaan na het nemen van shoot-outs.

## Erelijst

### Groot-Brittannië
- 2012 –  Olympische Spelen in Londen
- 2016 –  Olympische Spelen in Rio de Janeiro

### Engeland
- 2014 - 11de WK in Den Haag
- 2015 -  EK in Londen